# Kasteel van Dio
Het Kasteel van Dio (Frans: Château de Dio) is een kasteel nabij de plaats Dio in de Franse gemeente Lunas-les-Châteaux. Het kasteel is een beschermd historisch monument sinds 1930.